# أسلوب بالازو المعماري

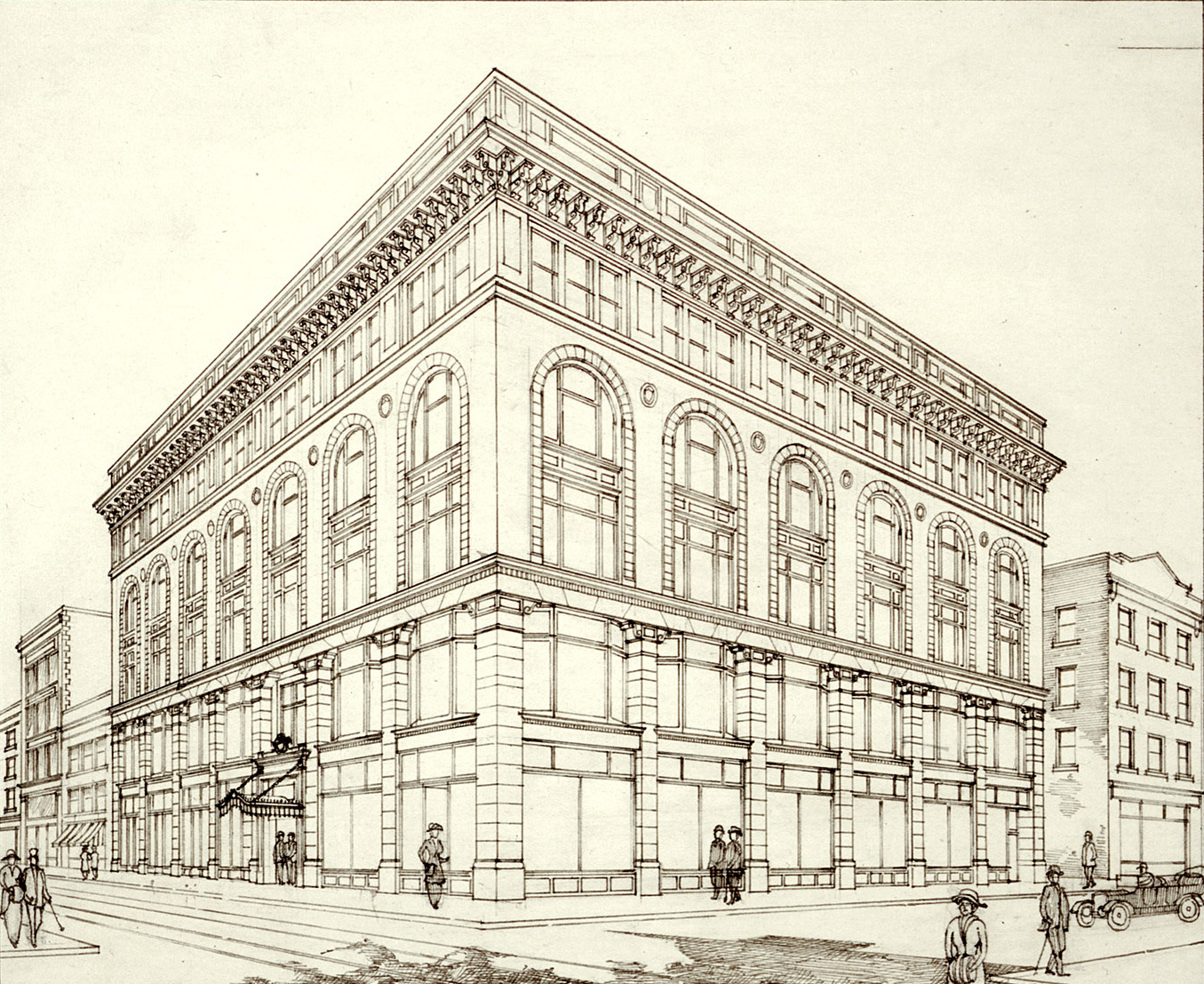
مبنى الرايري(1913–15) في تورونتو

يشير أسلوب بالازو إلى الأسلوب المعماري للقرنين التاسع عشر والعشرين القائم على أساس القصور التي بنتها العائلات الثرية في عصر النهضة الإيطالية. يشير المصطلح إلى الشكل العام ومجموعة الخصائص بدلًا من التصميم المحدد، ومن ثم تطبيقه على المباني التي تمتد لفترة ما يقارب 200 عام، بغض النظر عن التاريخ، بشرط أن تكون متناظرة ومزودة بأفاريز وقبو وبصفوف أنيقة من النوافذ. يُشار أحيانًا إلى مباني «أسلوب بالازو» في القرن التاسع عشر على أنها من الطراز المعماري الإيطالي، ولكن هذا المصطلح ينطبق أيضًا على الأسلوب الأكثر زخرفة، خاصة المساكن والمباني العامة.
في الوقت الذي اتبعت فيه مباني أسلوب بالازو المبكر أشكال وحجم الأصول الإيطالية بدقة، أصبح الأسلوب أكثر تكيفًا وتطبيقًا على المباني التجارية ذات الحجم الأكبر بعدة مرات من الأصلي، وذلك بحلول أواخر القرن التاسع عشر. استمد معماريو هذه المباني أحيانًا تفاصيلهم من مصادر أخرى غير عصر النهضة الإيطالية، مثل العمارة الرومانسكية والقوطية في بعض الأحيان. طُبق الأسلوب بشكل سطحي على المباني المتعددة الطوابق في القرن العشرين، مثل أسلوب النهضة القوطية. استعان بعض المعماريون في عصر ما بعد الحداثة خلال أواخر القرن العشرين والقرن الواحد والعشرين، مرة أخرى بأسلوب بالازو في بناء المباني.

## لمحة تاريخية

### الأصول
بدأ أسلوب بالازو في مستهل القرن التاسع عشر بشكل أساسي كأسلوب نهضوي، مثل العمارة الكلاسيكية الجديدة والقوطية الحديثة، على أساليب العمارة الأثرية، في هذه الحالة قصور عصر النهضة الإيطالية. كان القصر الإيطالي مقابل الفيلات التي أُقيمت في الريف، جزءًا من عمارة المدن، إذ بُني كمنزل مستقل وغالبًا ما استُخدمت الطوابق الأرضية كمباني تجارية. يوجد القصر المبكر من الفترات الرومانسكية والقوطية، لكن الأسلوب النهائي يعود إلى فترة بدأت في القرن الخامس عشر، عندما أصبحت العديد من العائلات النبيلة غنية بفضل التجارة. تشمل الأمثلة الشهيرة قصر ميديسي ريكاردي الذي بناه ميكيلوزو في فلورنسا، وقصر فارنيزي الذي بناه أنطونيو دا سانغالو الأصغر وأكمله ميكيلانجيلو في روما، وكا فيندرامين كاليرجي من قبل ماورو كودسي وكا غراندي من قبل جاكوبو سانسوفينو على القنال الكبيرة في البندقية.

### أوائل القرن التاسع عشر
بنى المعماري الألماني ليو فون كلينزي أقدم مباني عصر النهضة الأصلية بأسلوب «بالازو» في أوروبا، والذي كان يعمل عادة بالأسلوب اليوناني الكلاسيكي الجديد. من المحتمل أن يكون قصر ليوتشتنبرغ، الأول من بين عدة مبان مماثلة في شارع لودفيغ في ميونيخ، يمتلك نصف قبو ريفي وأحجار الزاوية وثلاثة طوابق من النوافذ مع تلك الموجودة في الطابق الثاني، وهي عبارة عن إفريز كبير ورواق ضئيل ذو أعمدة مع الباب الرئيسي. الجدران مغطاة بالجص ومطلية مثل قصر فارنيزي.
طُبق أسلوب بالازو في إنجلترا لأول مرة في القرن التاسع عشر في عدد من نوادي السادة في لندن. طُبق فيما بعد على المساكن، سواء في المدن أو بشكل أقل شيوعًا على المنازل الريفية والبنوك والمباني التجارية. في أواخر القرن التاسع عشر، جرى تكييف أسلوب بالازو وتوسيعه ليكون بمثابة شكل معماري رئيسي للمتاجر والمستودعات. بلغ أسلوب بالازيو أنقى صوره في إنجلترا خلال الربع الثاني من القرن التاسع عشر. دخل في منافسة مع أسلوب الكلاسيكية الجديدة، الذي ضم قوصرات ضخمة وكولانيد والنظام العملاق، مما أضفى عظمة على المباني العامة كما رأينا في المتحف البريطاني (أربعينيات القرن التاسع عشر)، والأسلوب الأكثر رومانسية للإمبراطورية الإيطالية والفرنسية الذي يوجد فيه الكثير من العمارة المحلية المبنية.